# Amerzgane
Amerzgane (en àrab أمرزگان, Amarzgān; en amazic ⴰⵎⵔⵣⴳⴰⵏ) és una comuna rural de la província de Ouarzazate, a la regió de Drâa-Tafilalet, al Marroc. Segons el cens de 2014 tenia una població total de 8.820 persones.